# Географічний центр України
49°01′39″ пн. ш. 31°28′58″ сх. д. / 49.0275° пн. ш. 31.482777777778° сх. д.

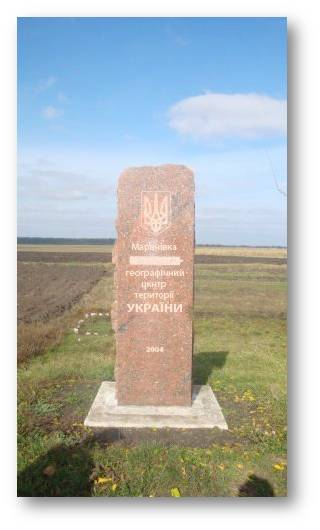
Географічний центр України у селі Мар'янівка

Географі́чний центр Украї́ни, згідно з даними Державного комітету природних ресурсів України (Наказ N 95 від 20 травня 2005 р. «Щодо уточненого місцезнаходження географічного центру України»), має координати 49°01'39" північної широти і 31°28'58" східної довготи.

## Наукові розрахунки
Географічний центр розрахований як центр ваги плоскої фігури, обмеженої кордонами України. Точка, розрахована за усередненими значеннями широти і довготи крайніх північної, південної, західньої та східньої точок України, має координати 48°22'58" північної широти і 31°10'56" східної довготи.

## Розташування
Географічний центр України розміщений на північній околиці села Мар'янівка між колишнім райцентром Шпола і селом Матусів Черкаської області. У 2012 році на цьому місці почали зводити історико-географічний комплекс, який так і назвали «Географічний центр України».
Геометричний центр України розташований у містечку Добровеличківка Кіровоградської області.

## Хронологія визначення географічного центру України
- 1993 — вперше було встановлено, що географічний центр України знаходиться на території Черкаської області (В. С. Грицевич — кандидат географічних наук, доцент Львівського національного університету ім. Івана Франка, Р. Кудлик — картограф).
- 1994 — вперше з'явилась інформація про те, що географічний центр України знаходиться на території Черкаської області (посібник львівського професора Ф. Д. Заставного «Географія України»).
- 2002 — дослідження науково-практичної експедиції «Географічні центри України» за маршрутом «Київ-Добровеличківка-Кіровоград-Олександрія-Шпола-Ватутіне-Київ».
- 2002 — визначено географічний центр України знаходиться на північній околиці м. Шпола Черкаської області з координатами 49 01 північної широти, 31 23 східної довготи («Вісник геодезії та картографії» № 1 (24)).
- 16 жовтня 2003 — затверджено географічний центр України знаходиться в околицях м. Шпола Черкаської області (протокол № 1 засідання Національної ради географічних назв, на якому заслухали інформацію науково-дослідного інституту геодезії і картографії).
- Липень 2004 — встановлено, що географічний центр України як центр ваги її території знаходиться на території с. Мар'янівка Шполянського району Черкаської області (за результатами діяльності робочої групи науковців Київського науково-дослідного інституту геодезії та картографії).
- 1 липня 2004 — офіційне винесення на місцевість географічного центру України: в полі біля с. Мар'янівка закопано капсулу та встановлено спеціальний репер, обладнаний відповідною передавальною апаратурою, тобто проведено демаркацію.
- 24 серпня 2004 — при в'їзді в Шполу урочисто відкрито пам'ятний знак «Шпола — географічний центр території України».
- 20 травня 2005 — вийшов наказ Державного комітету природних ресурсів України № 95 «Щодо уточненого місцезнаходження географічного центру України», у якому підтверджено, що географічний центр України знаходиться на території с. Мар'янівка Шполянського району Черкаської області і зазначено: «в довідкових, статистичних, навчальних та інших офіційних виданнях використовується визначений центр території України».
- 19 жовтня 2005 — Національною академію наук України підтверджено державне визнання географічного центру України в с. Мар'янівка Шполянського району Черкаської області.

## Галерея

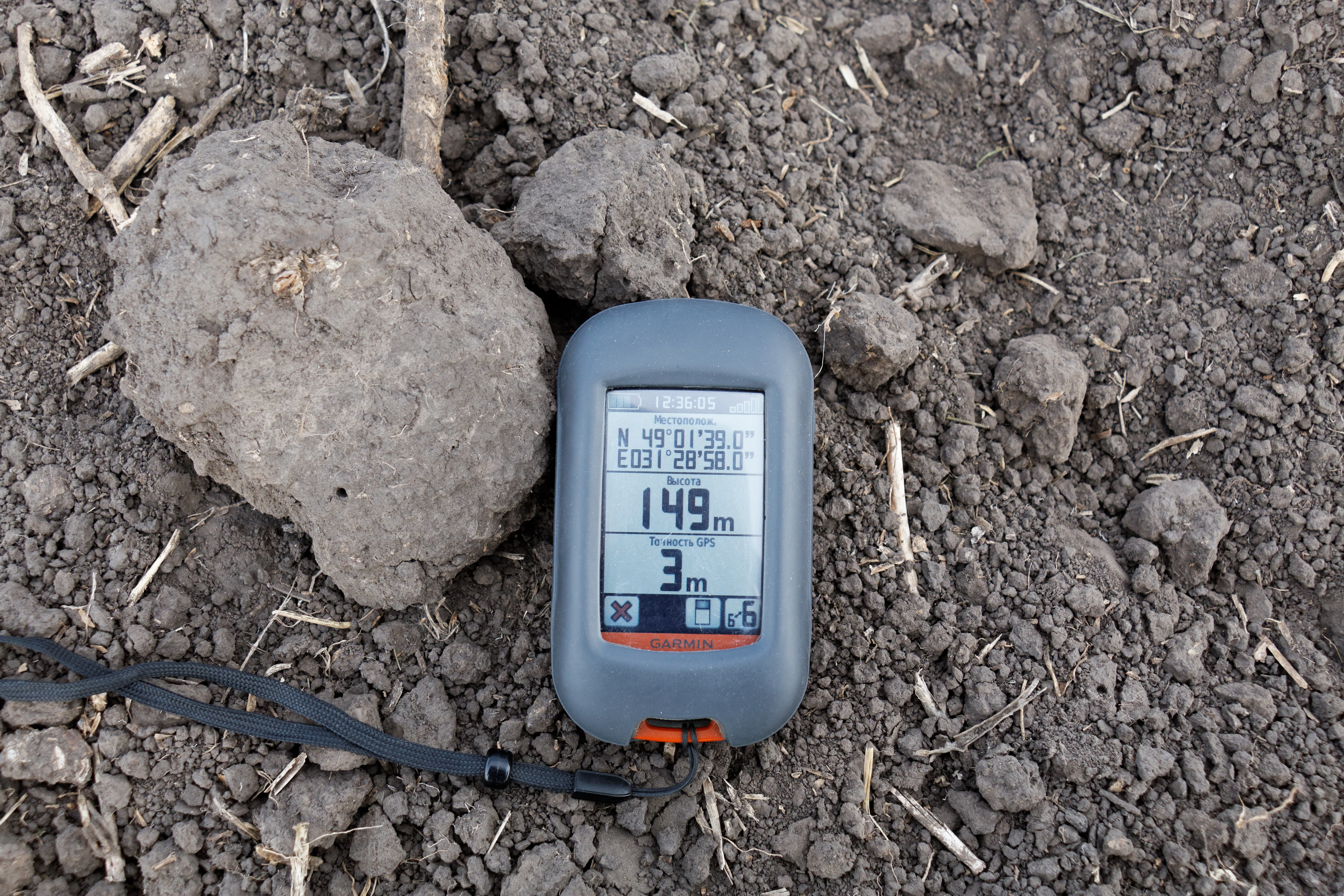
На місцевості
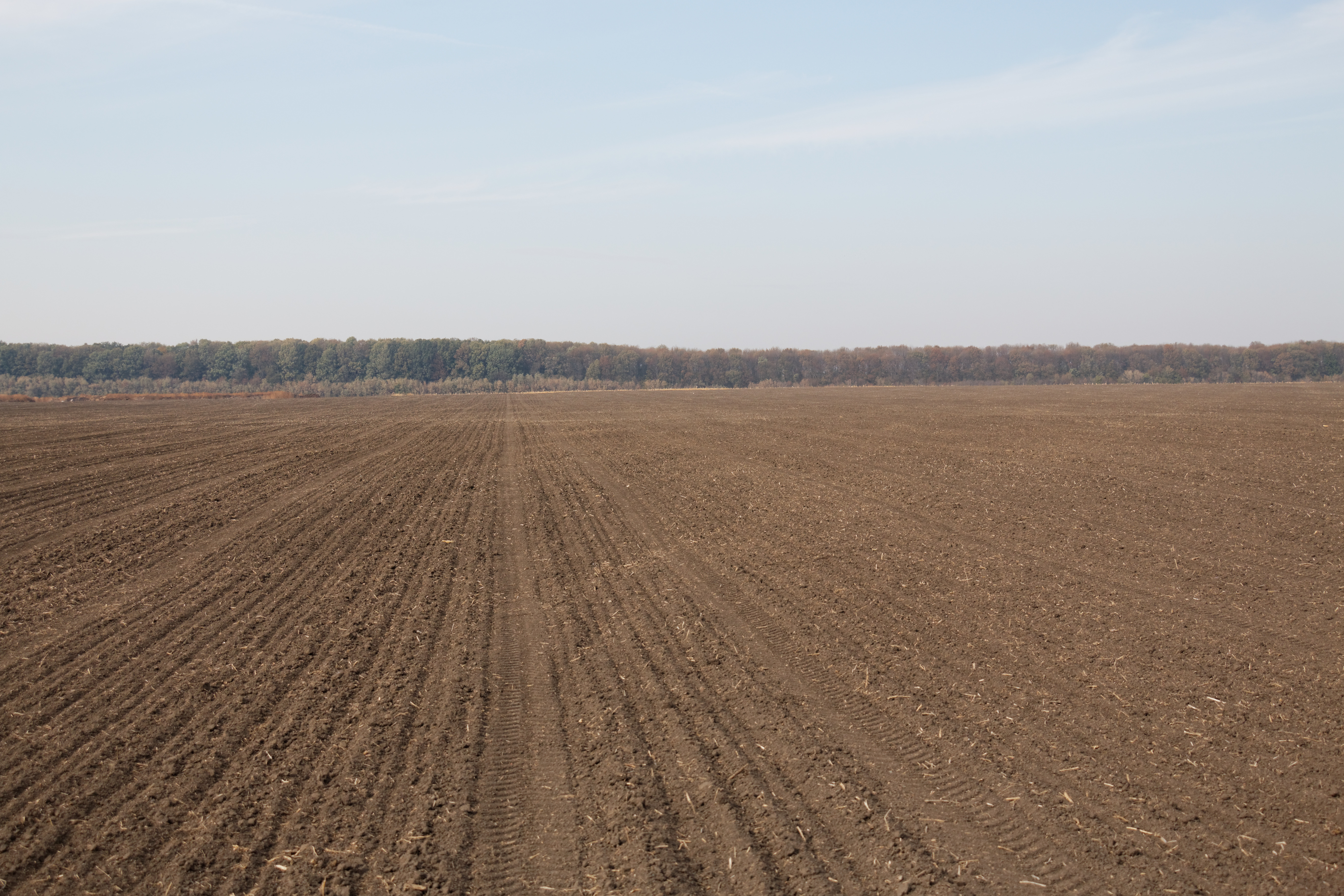
Географічний центр України, вид на північ
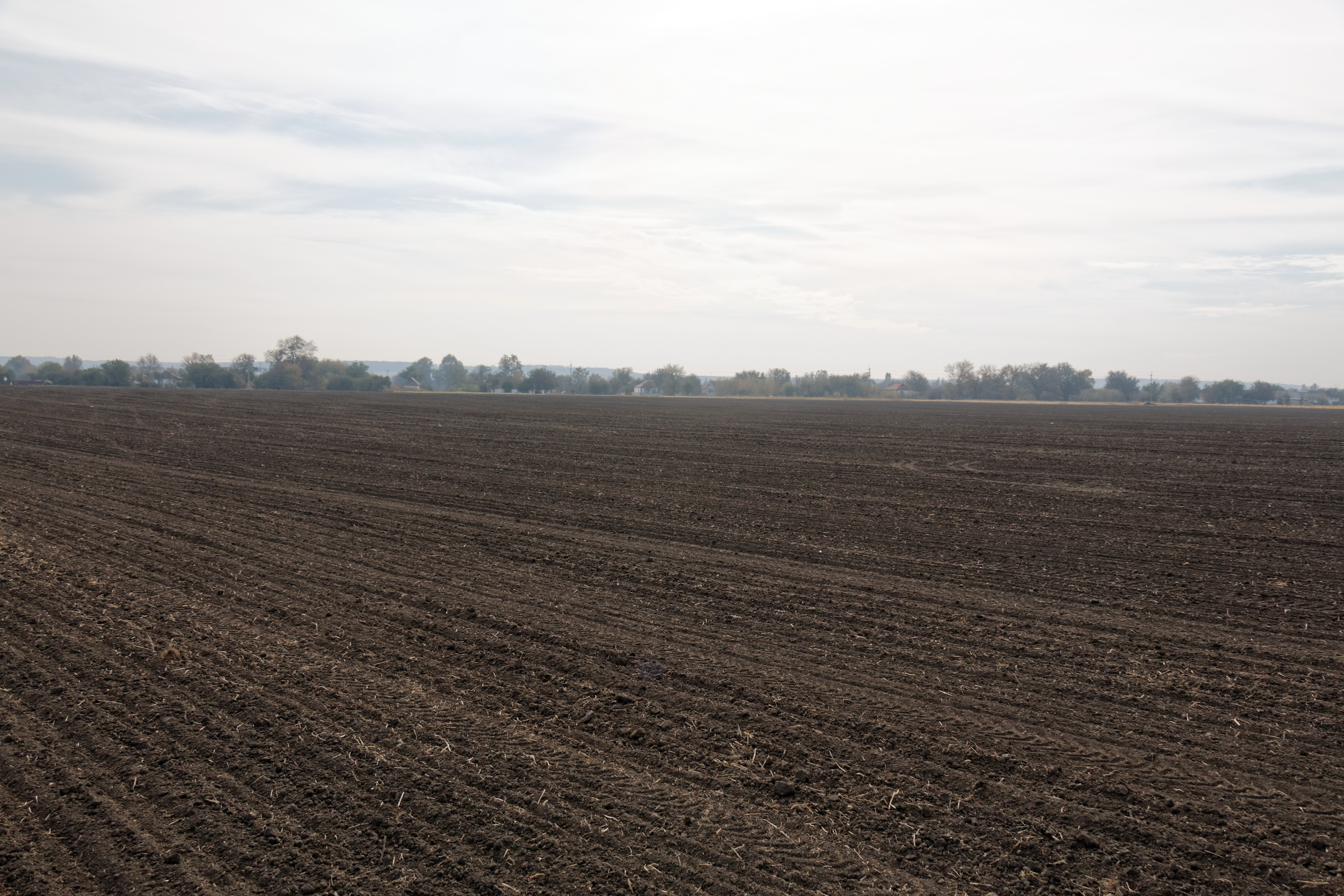
Географічний центр України, вид на південь
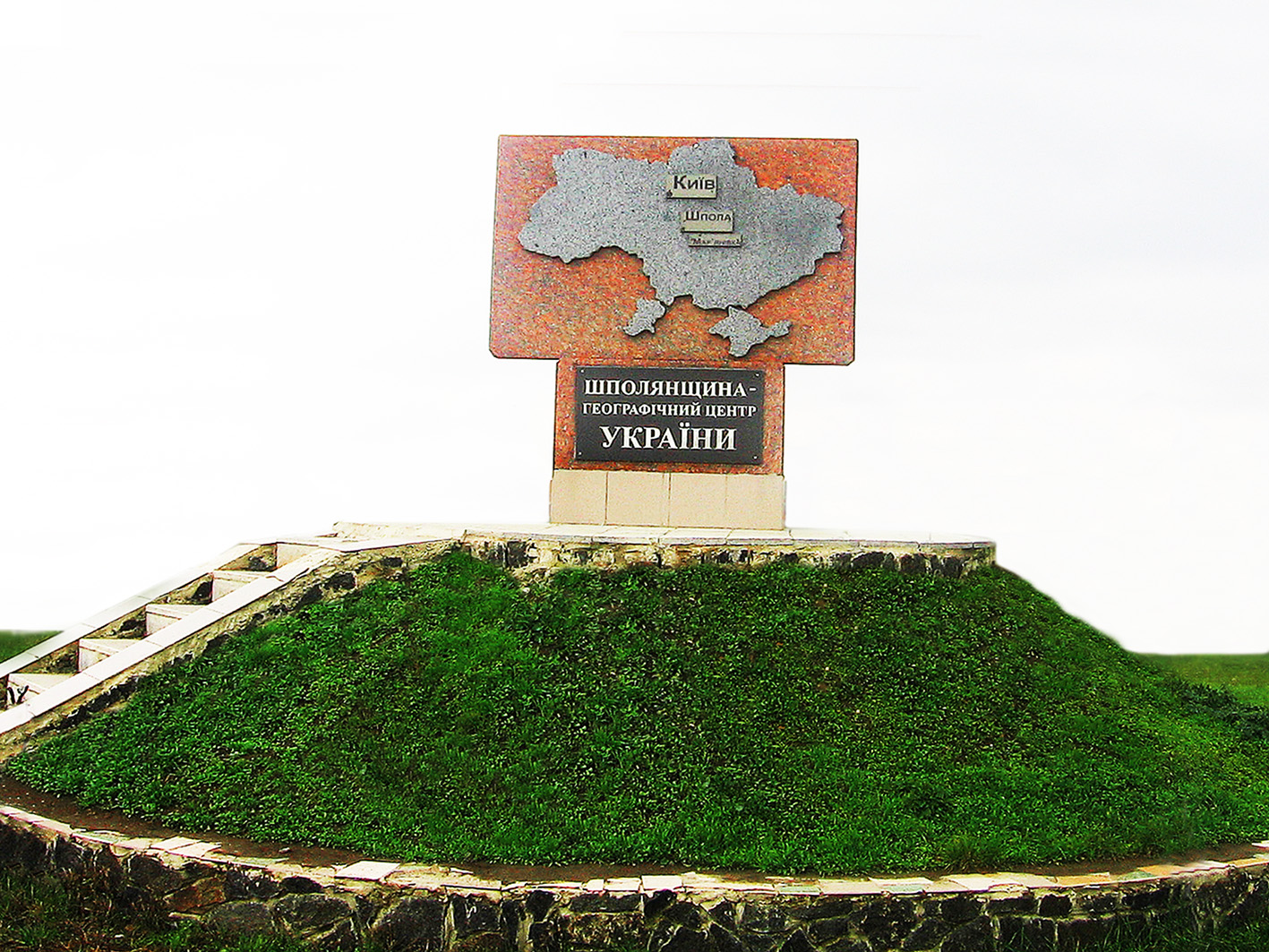
Географічний центр України (околиця міста Шполи)